# Петровичев, Николай Александрович
Николай Александрович Петровичев (13 января 1918, дер. Дели, Тверская губерния — 29 августа 2002, Москва) — советский партийный и государственный деятель, председатель Государственного комитета СССР по профессионально-техническому образованию (1983—1986).

## Биография
В 1953 г. окончил Московский областной педагогический институт по специальности преподаватель истории. Кандидат исторических наук (1980).
С 1932 г. — на заводе подъемно-транспортного оборудования им. СМ.Кирова в Ленинграде:
- ученик слесаря (1932),
- слесарь-бригадир (1934),
- заместитель секретаря комитета ВЛКСМ завода, помощник директора по политико-воспитательной работе школы ФЗУ при заводе (1937).

С 1938 г. — курсант полковой школы, заместитель политрука роты отдельного батальона связи.
С 1940 г. — слушатель курсов младших политруков Московского военного округа.
С 1941 г. — инструктор, затем начальник Дома Красной Армии в Московском, затем Южно-Уральском военных округах.
С 1946 г. — помощник директора ремесленного училища по культурно-воспитательной работе в г. Тушино Московской области.
С 1947 г. — инструктор Тушинского горкома ВКП(б).
С 1950 г. — в Московском областном комитете партии: инструктор, заведующий сектором,
с 1953 г. — секретарь парткома аппарата.
С 1954 г. — первый секретарь Красногорского горкома КПСС Московской области.
С 1958 г. — в аппарате Московского обкома КПСС: заведующий отделом пропаганды и агитации;
- заведующий отделом партийных органов (1960).
- заведующий сектором, заместитель заведующего Отделом партийных органов ЦК КПСС по РСФСР (1961).
- заместитель заведующего Отделом партийных органов ЦК КПСС по РСФСР (1963).

С 1965 г. — инспектор ЦК КПСС.
С 1966 г. — заместитель заведующего, с июня 1968 г. первый заместитель заведующего Отделом организационно-партийной работы ЦК КПСС.
С июля 1983 г. — председатель Государственного комитета СССР по профессионально-техническому образованию.
Член КПСС с 1939 г. Член ЦК КПСС в 1981—1986 гг., (кандидат в 1971—1981 гг.).
Депутат Совета Союза Верховного Совета СССР 10-11 созывов (1979—1989) от Винницкой области.
С января 1986 г. персональный пенсионер союзного значения. Похоронен в Москве на Троекуровском кладбище.

## Награды и звания
Награждён двумя орденами Ленина, орденом Октябрьской Революции, двумя орденами Трудового Красного Знамени.